# Короткокошик струмковий
Короткокошик струмковий (Brachythecium rivulare) — вид мохів порядку гіпнобрієвих (Hypnales).

## Поширення
Ареал охоплює такі частини світу: Європа, Північна Африка, Північна Америка, Азія, Австралія.
Населяє ґрунт у вологих місцях, вологий напіврідкий торф у вільхових і осокових болотах, алювіальні піщані береги вздовж струмків, тимчасово затоплювані пониження в ксеричних районах, вологу гірську тундру, скелі, колоди, що постраждали від тимчасового затоплення; на висотах від 0 до 3400 метрів.

## Характеристика

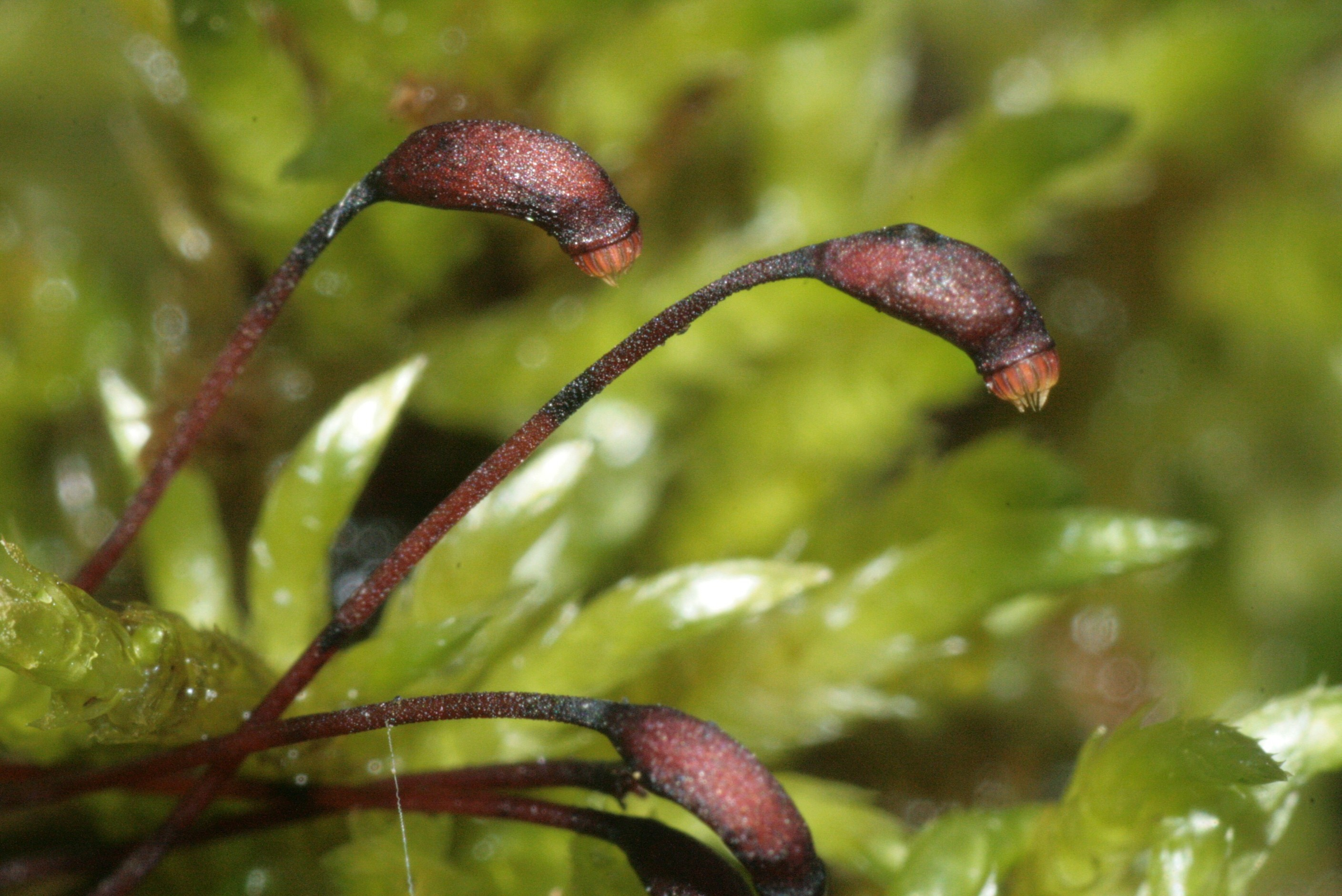

Рослини великі, зрідка середнього розміру, в нещільних або помірно щільних килимках, від світло- до темно-зелених, жовто-зелених або коричнево-жовтих. Стебла до 10 (15) см, повзучі чи висхідні, неправильно чи правильно перисторозсічені, гілки до 20 мм, прямі чи злегка вигнуті. Стеблові листки щільно складчасті, широко-яйцюваті, найширші на 1/7 довжини листа, увігнуті, не складчасті, злегка чи рідко помірно складчасті, 1.5–2.5 × 0.8–1.5 мм; краї рівні чи подекуди загнуті, всюди зубчасті (у симподіальних стеблах часто пилчасті); верхівка поступово звужена, широко-гостра, рідше коротко-загострена. Гілкові листки більш розлогі, яйцювато-ланцетні. Вид дводомний. Коробочкові ніжки червоно-бурі, 2–2.5 см, шорсткі. Коробочка нахилена до горизонталі, червоно-коричнева чи темно-коричнева, від яйцеподібної до подовженої, вигнута, 2–2.5 мм. Спори 13–18(22) мкм.